# Ритам лудила
Ритам лудила (енгл. Whiplash) америчка је музичка драма из 2014. режисера и сценаристе Дејмијена Шазела.
Радња прати младог џез бубњара Ендруа Нимана (Мајлс Телер), студента престижног музичког конзерваторијума Шефер у Њујорку. Ниман постаје члан најбољег џез-ансамбла у школи који предводи немилосрдни диригент Теренс Флечер (Џеј Кеј Симонс) и чини све да се што боље покаже пред професором познатим по свом оштром приступу подучавању.
Ритам лудила премијерно је приказан 16. јануара 2014. године на Филмском фестивалу Санденс, где је наишао на позитивне реакције критичара и освојио награде жирија и публике за најбољи амерички драмски филм. Касније је освојио и многа друга престижна признања, укључујући три Оскара и три БАФТЕ, а нашао се и на листи десет најбољих филмова 2014. године по избору Америчког филмског института. Џеј Кеј Симонс је за своју изведбу Теренса Флечера награђен Оскаром, Златним глобусом, Наградом Удружења глумаца и Наградом Удружења телевизијских филмских критичара за најбољег глумца у споредној улози.

## Радња
Ендру Ниман је амбициозни млади џез-бубњар, одлучан да постане један од најбољих на свом елитном музичком конзерваторијуму на источној обали САД-а. Оптерећен неуспешном списатељском каријером свог оца, Ендру даноноћно вежба да би постао један од великана. Теренс Флечер, професор познат по свом предавачком таленту, али и по застрашујућим педагошким методама, предводи најбољи џез-оркестар у школи. Флечер открива Ендруа и пребацује перспективног бубњара у свој бенд, заувек мењајући живот овог младића. Ендруова жеља да достигне савршенство убрзо прераста у опсесију, док га бескрупулозни професор непрестано гура преко границе његових могућности – и здравог разума.

## Награде
| Награда                                           | Категорија                        | Номиновани/Добитници | Освојио |
| ------------------------------------------------- | --------------------------------- | -------------------- | ------- |
| Награда Америчке филмске академије                | Најбољи филм                      | Ритам лудила         | Не      |
| Награда Америчке филмске академије                | Најбољи глумац у споредној улози  | Џеј Кеј Симонс       | Да      |
| Награда Америчке филмске академије                | Најбољи адаптирани сценарио       | Дејмијен Шазел       | Не      |
| Амерички филмски институт                         | Десет најбољих филмова 2014.      | Ритам лудила         | Да      |
| Награда Удружења бостонских филмских критичара    | Најбољи глумац у споредној улози  | Џеј Кеј Симонс       | Да      |
| Награда британске филмске академије               | Најбољи глумац у споредној улози  | Џеј Кеј Симонс       | Да      |
| Награда Удружења телевизијских филмских критичара | Најбољи филм                      | Ритам лудила         | Не      |
| Награда Удружења телевизијских филмских критичара | Најбољи глумац у споредној улози  | Џеј Кеј Симонс       | Да      |
| Златни глобус                                     | Најбољи глумац у споредној улози  | Џеј Кеј Симонс       | Да      |
| Награда Спирит                                    | Најбољи филм                      | Ритам лудила         | Не      |
| Награда Спирит                                    | Најбољи режисер                   | Дејмијен Шазел       | Не      |
| Награда Спирит                                    | Најбољи глумац у споредној улози  | Џеј Кеј Симонс       | Да      |
| Награда Удружења њујоршких филмских критичара     | Најбољи глумац у споредној улози  | Џеј Кеј Симонс       | Да      |
| Награда Удружења интернет филмских критичара      | Најбољи глумац у споредној улози  | Џеј Кеј Симонс       | Не      |
| Награда Сателит                                   | Најбољи филм                      | Ритам лудила         | Не      |
| Награда Сателит                                   | Најбољи глумац у главној улози    | Мајлс Телер          | Не      |
| Награда Сателит                                   | Најбољи глумац у споредној улози  | Џеј Кеј Симонс       | Да      |
| Награда Сатурн                                    | Најбољи филм независне продукције | Ритам лудила         | Да      |
| Награда Удружења глумаца                          | Најбољи глумац у споредној улози  | Џеј Кеј Симонс       | Да      |